# モキシー 〜私たちのムーブメント〜
『モキシー 〜私たちのムーブメント〜』（原題：Moxie）は、2021年に配信されたアメリカのドラマ映画。監督はエイミー・ポーラー。原作は2015年に刊行されたジェニファー・マチューによる同名小説であり、タマラ・チェスナとディラン・メイヤーが脚色した。2021年3月3日より動画配信サービスNetflixにて配信開始。

## ストーリー
シャイな女子高生・ヴィヴィアン（ハドリー・ロビンソン）は、幼なじみの親友・クラウディア（ローレン・サイ）と共に目立たない学校生活を送っていた。校内ではアメフト部の主将・ミッチェル（パトリック・シュワルツェネッガー）たちを頂点としたヒエラルキーが出来上がっており、ヴィヴィアンは校内にはびこる性差別や不公平にうんざりしつつも意見を主張出来ずにいた。
ところが、転校生・ルーシー（アリシア・パスクアル＝ぺーニャ）の出現で転機が訪れる。ミッチェルに嫌がらせされても負けないルーシーの存在や、かつては反骨精神旺盛だった母・リサ（エイミー・ポーラー）に感化され、ヴィヴィアンは校内の性差別などを問題提起する冊子「モキシー」を匿名で作ることに。これが学校中で大反響を呼び、ついには革命を引き起こすことになる。

## キャスト
括弧内は日本語吹き替え版声優。
- ヴィヴィアン：ハドリー・ロビンソン（英語版）（上條沙恵子[2]）
- クラウディア：ローレン・サイ（安済知佳[2]）
- ルーシー：アリシア・パスクアル＝ぺーニャ（村中知[2]）
- セス：ニコ・ヒラガ（古川慎[3]）
- ケイトリン：サブリナ・ハスケット（安野希世乃[3]）
- ミッチェル：パトリック・シュワルツェネッガー（高橋英則[3]）
- キエラ：シドニー・パーク（英語版）（佐藤里緒[3]）
- アマヤ：アンジェリカ・ワシントン（英語版）（松平春香[3]）
- メグ：エミリー・ホッパー
- CJ：ジョシー・トター（英語版）（東内マリ子[3]）
- リサ：エイミー・ポーラー（井上喜久子[3]）
- デイヴィス先生：アイク・バリンホルツ（木内秀信[3]）
- シェリー校長：マーシャ・ゲイ・ハーデン（佐々木優子[3]）
- エマ：ジョセフィン・ラングフォード（朝井彩加[3]）
- ジェイソン：ジョシュア・ダーネル・ウォーカー（柳生拓哉[3]）
- ジョン：クラーク・グレッグ（村治学[3]）
- ブラッドリー：チャーリー・ホール（落合福嗣[3]）
- ブレイズ：ダレル・M・デイヴィー
- ダリル：クーパー・マザーズボー
- 印刷・事務用品店の店員：ロン・パーキンス（英語版）
- ニュースキャスター：グレッグ・ポーラー（英語版）
- ヘレン：ヘレン・スレイトン＝ヒューズ（英語版）
- スーパーマーケットの店長：ケヴィン・ドーフ（英語版）
- ミュージシャン：デイヴィッド・シュワルツ（英語版）
- パーティーのバンド：リンダ・リンダズ

その他の日本語吹き替え版声優 - 鶴田真希、細越みちこ、ニケライ・ファラナーゼ、小林操、伊藤竜次、山田寛人、中西伶郎、三島巧、草野峻平、小野早稀、高岡千紘、内田愛美、中野亜美

## 製作
2019年2月、エイミー・ポーラーが監督、タマラ・チェスナが脚本を務め、ポーラーが創設した製作会社ペーパーカイトプロダクションが製作を担当する本作が、Netflix映画として配信されることが発表された。2019年10月には、ハドリー・ロビンソン、ローレン・サイ、パトリック・シュワルツェネッガー、アイク・バリンホルツがキャスティングされた。同年11月には、ジョセフィン・ラングフォード、マーシャ・ゲイ・ハーデン、クラーク・グレッグがキャストに加わった。

### 撮影
主要撮影は2019年10月からアメリカのロサンゼルスにて開始された。

## 評価
レビュー・アグリゲーターのRotten Tomatoesでは112件のレビューで支持率は70%、平均点は6.40/10となった。Metacriticでは25件のレビューを基に加重平均値が54/100となった。